# Honda Logo
Honda Logo — легковой автомобиль от японского концерна Honda, относящийся к сегменту «B» по европейской классификации. Существовал не только на внутреннем японском рынке, но и в Европе. Однако, продажи в Европе провалились. Производился с 1996 по 2001 год и был заменён на Honda Fit (предшественником Honda Logo был Honda City первого поколения). На автомобиль последнего поколения устанавливались два бензиновых двигателя (мощностью 66 и 91 л.с. для версии Sportic). Также предлагался с вариатором. На базе Honda Logo был создан кроссовер Honda HR-V.
- пятидверный
- трёхдверный
- вид сзади